# ترجمه و نسخه‌های کتاب مقدس

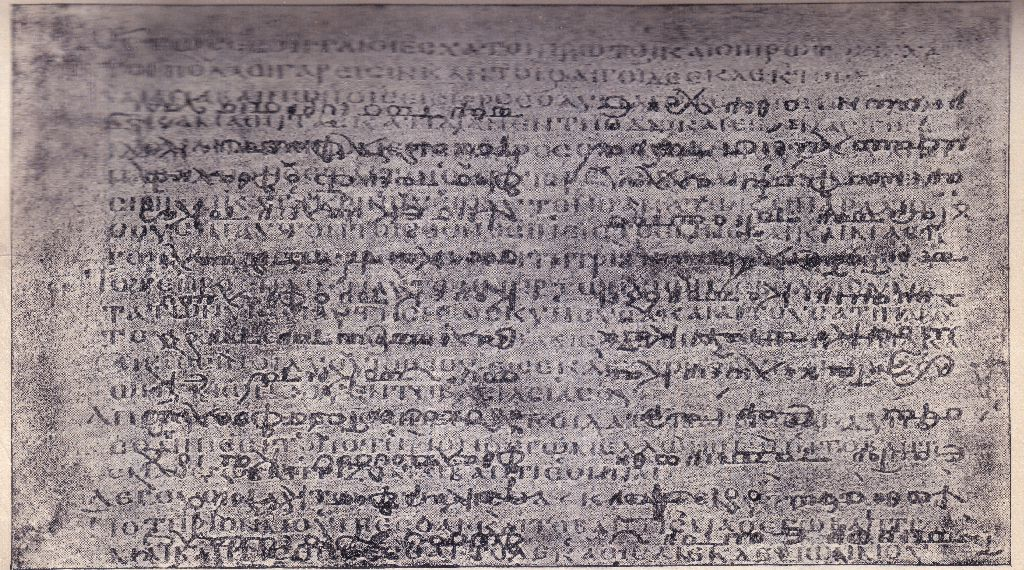
تصویر

در نوشتار دانشگاهی به ترجمهٔ باستانی واژه «نسخه» گفته می‌شود و واژهٔ «ترجمه» برای ترجمه‌های قرن‌های وسطی یا قرن‌های جدید به کار گرفته می‌شود. در ادامه به بررسی نسخه‌های کتاب مقدس پرداخته شده‌است و سپس ترجمه‌های کتاب مقدس مورد بررسی قرار می‌گیرد.
متون اصلی تنخ به زبان عبری بودند اما بخشی از قسمت‌ها آرامی بودند. افزون بر الزام‌آور بودن متن مازوتری، یهودیان هنوز به سپتوآگینتا (ترجمهٔ کتاب مقدس عبری به یونانی) و ترجم آنکالوس (نسخهٔ آرامی کتاب مقدس) مراجعه می‌کنند.
متن اصلی کتاب مقدس برای مسیحیان اولیه سپتوآگینتا بود. همچنین آنان انجیل عبری را به چند زبان دیگر ترجمه کردند. از میان زبان‌ها ترجمه‌هایی به زبان‌های سریانی و قبطی، گئز و لاتین انجام شد. از نظر تاریخی ترجمه‌های لاتین برای کلیساهای غربی بسیار مهم بودند درحالیکه شرق یونانی زبان به استفاده از ترجمه سپتاجینت عهدعتیق ادامه داد و نیازی به ترجمه نمودن عهد جدید نداشت.
قدیمی‌ترین ترجمهٔ لاتین متن لاتین کهن یا وتوس لاتینا بود که از شواهد داخلی برمی‌آید که در یک دوره زمانی و توسط چند نویسنده انجام شده‌است. این ترجمه بر اساس سپتاجینت انجام شده بود و در نتیجه شامل کتاب‌هایی بود که در کتاب مقدس عبری وجود نداشت.
پاپ داماسوس نخستین فهرست از کتاب‌های کتاب مقدس را در سال ۳۸۲ پس از میلاد در شورای رم تهیه کرد. او به یروم مقدس فرمان داد که با ترجمهٔ متون اصلی یونانی و عبری به لاتین یک متن موفق و سازگار تهیه کند. این ترجمه به والگیت /کتاب مقدس لاتین والگیت معروف شد و از طرف کلیسا به عنوان تنها کتاب مقدس مستند و رسمی اعلام شد.
ترجمه‌های کتاب مقدس به ویژه پس از اصلاحات پروتستان برای بسیاری از زبان‌ها بسته به تأثیرات مختلف مذهب کاتولیک، ارتدکس و پروتستان انجام شده‌است. تعداد ترجمه‌های زبان انگلیسی به میزان قابل توجهی زیاد است. کار ترجمهٔ کتاب مقدس توسط سازمان‌های مسیحی از جمله مترجمین کتاب مقدس ویکلیف (wycliffe.net)، رسالت قبایل جدید (ntm.org)، جوامع کتاب مقدس (biblesociety.org) ادامه دارد. از میان ۶٬۹۰۰ عضو زبان‌ها دنیا ۲٬۴۰۰ زبان ترجمه کل کتاب مقدس یا قسمتی از آن را دارند، ترجمه به ۱٬۶۰۰ زبان (با بیش از یک میلیارد متکلم) در حال انجام است و نیاز به ترجمه کتاب مقدس به ۲٬۵۰۰ زبان دیگر (با ۲۷۰ میلیون متکلم) در حال بررسی است.

## تفاوت‌های ترجمه‌های کتاب مقدس
از آنجا که عبری و یونانی (زبان‌های اصلی کتاب مقدس) اصطلاحات و مفاهیمی دارند که ترجمهٔ آن‌ها آسان نیست کشمکش مهمی در جریان است که آیا بهتر است ترجمه واژه به واژه ارائه شود، یا از اصطلاحات موازی زبان مقصد استفاده شود. مثلاً در ترجمه‌های انجیل پروتستان به زبان انگلیسی ترجمه‌هایی مانند نسخهٔ استاندارد با ویرایش جدید و استاندارد آمریکایی جدید بیشتر به صورت «واژه به واژه» هستند؛ درحالی‌که ترجمه‌هایی مانند نسخهٔ بین‌المللی جدید و نسخهٔ زندهٔ جدید تلاش می‌کنند که اصطلاحات موازی مرتبط را ارائه دهند. کتاب مقدس زنده و پیام دو ترجمهٔ آزاد از کتاب مقدس هستند که تلاش می‌کنند معنای اصلی را به زبان امروزی بیان نمایند. هر چه متن از ترجمه واژه به واژه فاصله می‌گیرد، خواندن آن آسان‌تر شده و در عین حال بیشتر بر درک دینی مترجم تکیه می‌کند.